# 7 Television Commercials
7 Television Commercials är en samling musikvideor av det brittiska bandet Radiohead utgiven på VHS i maj 1998 och på DVD i augusti 2003.

## Låtlista
1. "Paranoid Android"
2. "Street Spirit (Fade Out)"
3. "No Surprises"
4. "Just"
5. "High and Dry" (U.S. version)
6. "Karma Police"
7. "Fake Plastic Trees"